# Koritno (gmina Oplotnica)
Koritno – wieś w Słowenii, w gminie Oplotnica. W 2018 roku liczyła 191 mieszkańców.